# Gymnorhamphichthys rosamariae
Gymnorhamphichthys rosamariae är en fiskart som beskrevs av Schwassmann, 1989. Gymnorhamphichthys rosamariae ingår i släktet Gymnorhamphichthys och familjen Rhamphichthyidae. Inga underarter finns listade i Catalogue of Life.